# MEDIACO
MEDIACO株式会社（メディアコ）は、東京都港区に本社を置くビジュアルデザイン及びWeb制作会社。

## 概要
2006年10月3日、小杉文彦によってMEDIACO株式会社を設立。
事業活動は平成2年（1990）からになり、それまでの放送番組のタイトルデザインは美術が担当するといった考えに、デザインという概念を入れたことに始まる。これはタイポグラフィツクデザイナーとして著名なソール・バスを例にしたとされる。

## 沿革
- 2006年10月3日 MEDICO株式会社を設立。
- 2006年11月 現在の港区南青山に移転。

## 主なサービス

### オリジナルWebサービス
- テレビコ（TVCO） - 視聴者とテレビとの架け橋となるwebサイト。

## 主な活動（テレビ放送番組）
- 情熱大陸（毎日放送）オープニングタイトル
- 大阪国際女子マラソン（関西テレビ）タイトルロゴ、オープニングタイトル
- 最強の男は誰だ!壮絶筋肉バトル!!スポーツマンNo.1決定戦（TBS）オープニングタイトル、VFX
- DREAM競馬（関西テレビ）タイトルロゴ、 オープニングタイトル
- Dynamite!（TBS）オープニングタイトル、VFX
- K-1 WORLD MAX（TBS）オープニングタイトル、VFX
- 僕らの音楽（フジテレビ）オープニングタイトル
- 地球!ジオグラTV（TBS）タイトルロゴ
- DREAM（TBS）オープニングタイトル、VFX
- 一攫千金ヤマワケQ! "責任者はお前だ!"（朝日放送）ヴァーチャル
- 課外授業 ようこそ先輩（NHK）タイトルロゴ
- 赤坂SAKAS ありがとう（TBS）タイトルロゴ
- SASUKE（TBS）タイトルロゴ、 オープニングタイトル
- 写真家たちの日本紀行（BSジャパン）タイトルロゴ、 オープニングタイトル
- 世界水泳選手権（テレビ朝日）PRスポット
- 企業最前線（フジテレビ）オープニングタイトル
- パナソニックスペシャル「未来を救う 地球教室」（TBS）タイトルロゴ
- ソクラテスの人事（NHK）タイトルロゴ
- ハンチョウ〜神南署安積班〜（TBS）タイトルロゴ、 オープニングタイトル
- 挑戦するNo.1（テレビ朝日）タイトルロゴ、 オープニングタイトル
- LQ〜女をアゲる30分〜（日本テレビ）タイトルロゴ、 オープニングタイトル
- メデューサの瞳（テレビ東京）ヴァーチャル
- 風街みなと（TBS）タイトルロゴ、 オープニングタイトル
- カートゥンKAT-TUN（日本テレビ）タイトルロゴ、 オープニングタイトル
- Jブンガク（NHK）タイトルロゴ、番組web開発運営
- ドキュメント20min.（NHK）オープニングタイトル
- Take Me Out（TBS）タイトルロゴ、 オープニングタイトル
- ブラタモリ（NHK）番組内再現CG
- みんなでニホンGO!（NHK）タイトルロゴ、番組ウェブ開発運営

## 主な活動（PR映像他）
- 「2007東京モーターショー」SUBARUブース
- 「中部電力」PR映像
- 東芝液晶テレビ「REGZA」
- 「味の素」冷凍食品店頭映像

## 外部サイト
- MEDIACO（メディアコ）
- TVCO（テレビコ） - ウェイバックマシン（2007年6月1日アーカイブ分）